# Antonio Domínguez Ortiz
Antonio Domínguez Ortiz (ur. 18 października 1909 w Sewilli, zm. 21 stycznia 2003 w Grenadzie) – hiszpański historyk. Specjalizował się w historii Hiszpanii z XVI–XVIII wieku, w szczególności w historii społecznej oraz historii Andaluzji, zwłaszcza na temat morysków. Członek Królewskiej Akademii Historii.